# Орлеанський трамвай
Орлеанський трамвай (фр. Tramway d'Orléans) — трамвайна мережа французького міста Орлеан.

## Історія
- Докладніше: Історичний трамвай Орлеану[fr]

Перший трамвай на кінній тязі з'явився на вулицях міста у травні 1877 року, електрифікація мережі почалася у 1899 році. Свого  розквіту мережа досягла в 1909 році, з довжиною ліній 22 км. Після першої світової війни почалася стагнація мережі, у 1924 році через фінансові проблеми була закрита одна з ліній, у 1930-х роках згортання мережі продовжилося. Трамвай як і в інших французьких містах не витримував конкуренції з боку дешевшого в обслуговуванні автобуса, остаточно рух трамваїв в місті припинився у березні 1938 року.

## Сучасна мережа
Розмови про повернення трамвая на вулиці міста почалися у 1990-х роках. У 1996 році було проведене опитування містян з приводу будівництва трамвайної мережі, на якому більшість висловилася за будівництво, хоча опоненти проєкту стверджували що трамвай шумний та дорогий вид транспорту й Орлеан замалий для ефективної роботи мережі. Підготовчі роботи на трасі розпочалися влітку 1998 року, хоча офіційно будівництво стартувало лише в жовтні того ж року. Перша лінія з півночі на південь міста довжиною 18 км з 24 зупинками була відкрита наприкінці листопада 2000 року. Незабаром після відкриття почалося проєктування другої лінії, але внаслідок численних затримок через політичні та фінансові проблеми, будівництво лінії захід-схід розпочалося лише на початку 2009 року. При проєктуванні нової лінії на початку 2000-х передбачалося спорудження лінії довжиною 22 км, але з фінансових міркувань трасу другої лінії скоротили до 11,3 км з 25 зупинками. Офіційно друга лінія була відкрита 29 червня 2012 року. Частина маршруту другої лінії завдовжки приблизно 1,6 км поблизу Орлеанського собору побудована без контактної мережі, трамваї на цій дільниці живляться від третьої рейки, що вбудована в бетонне покриття, таким чином вдалося позбутися від дротів, що можуть псувати вигляд історичного центру міста.

## Галерея

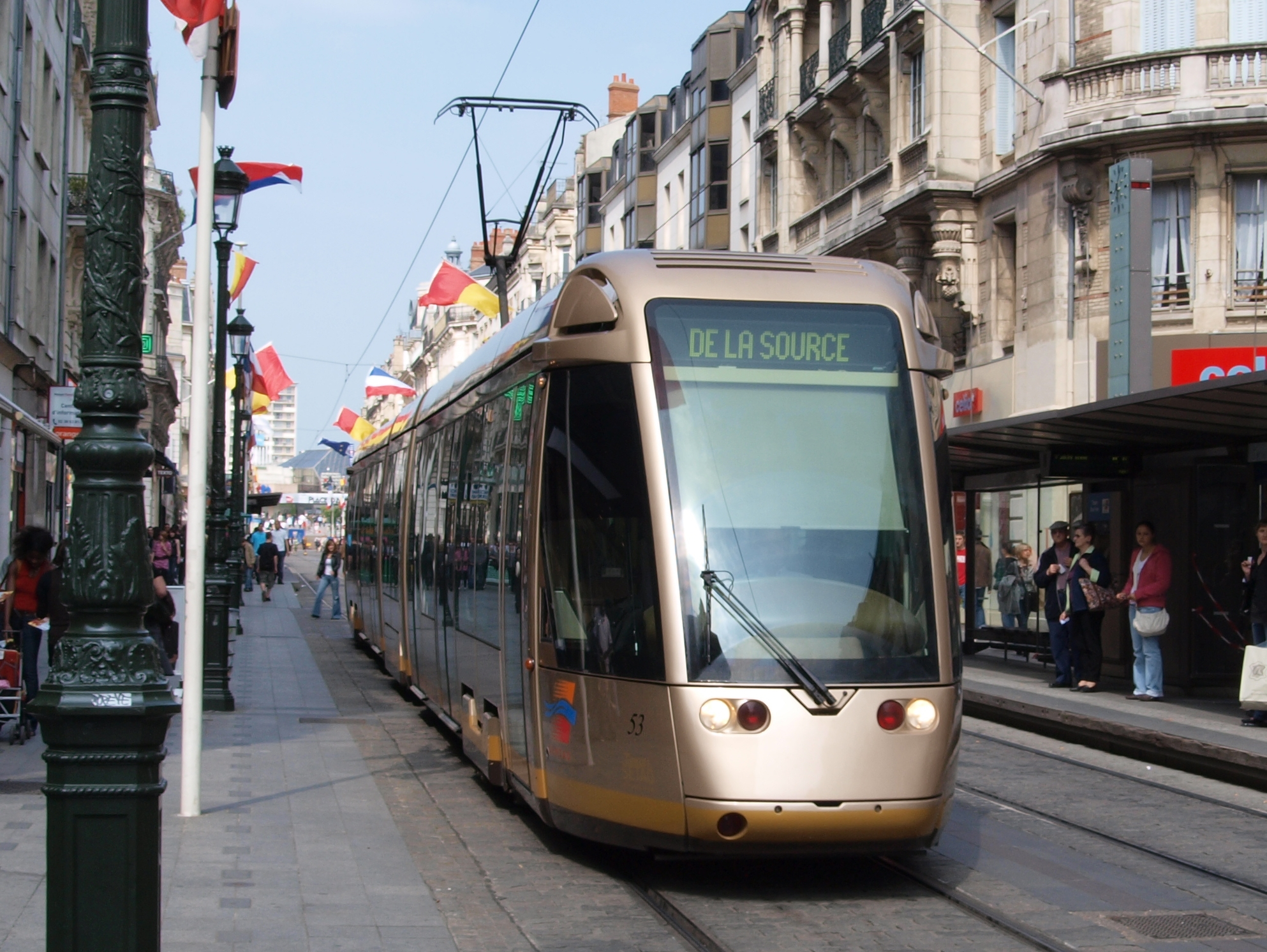
Трамвай в центрі міста
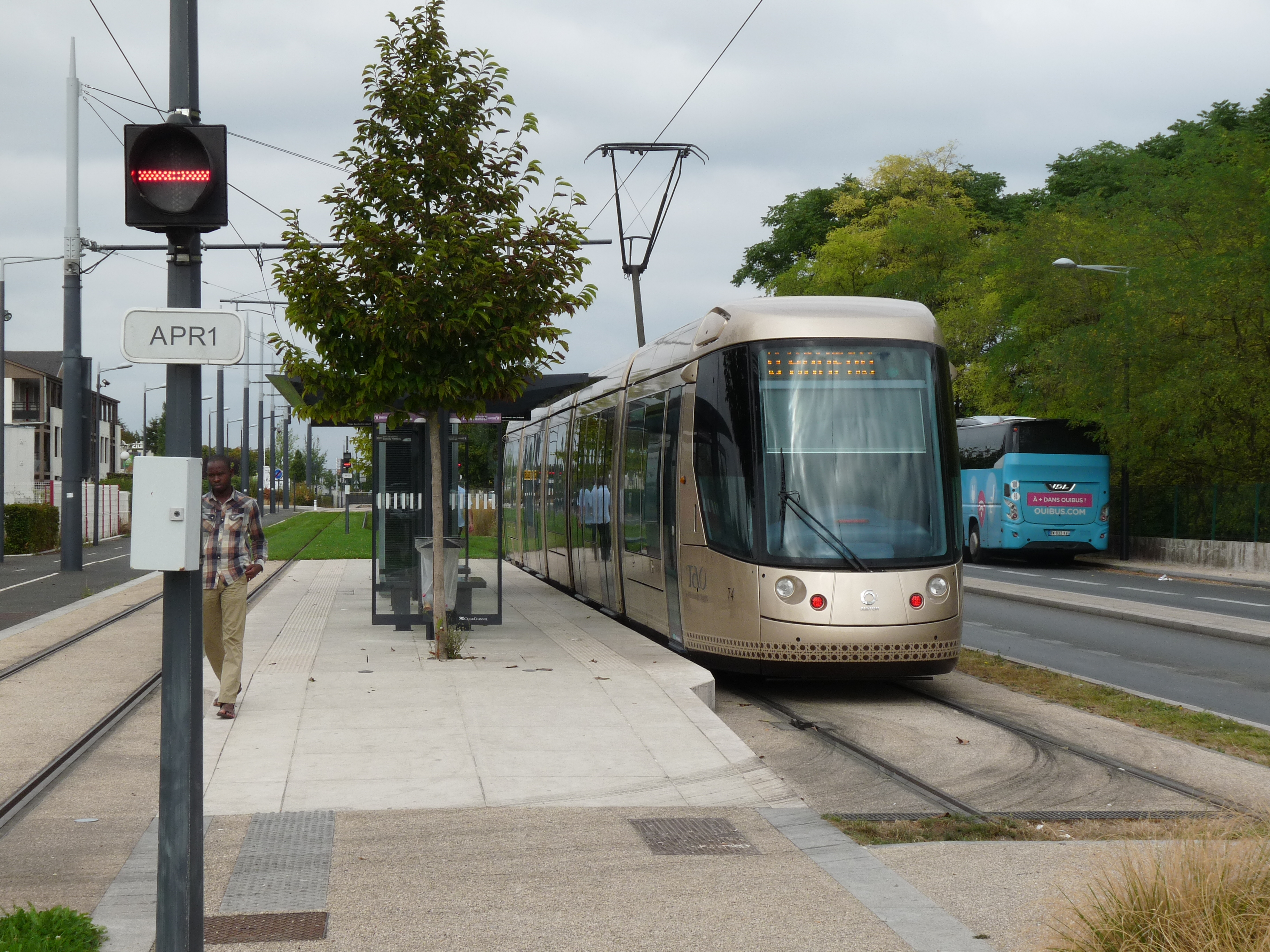
Трамвай на одній із зупинок
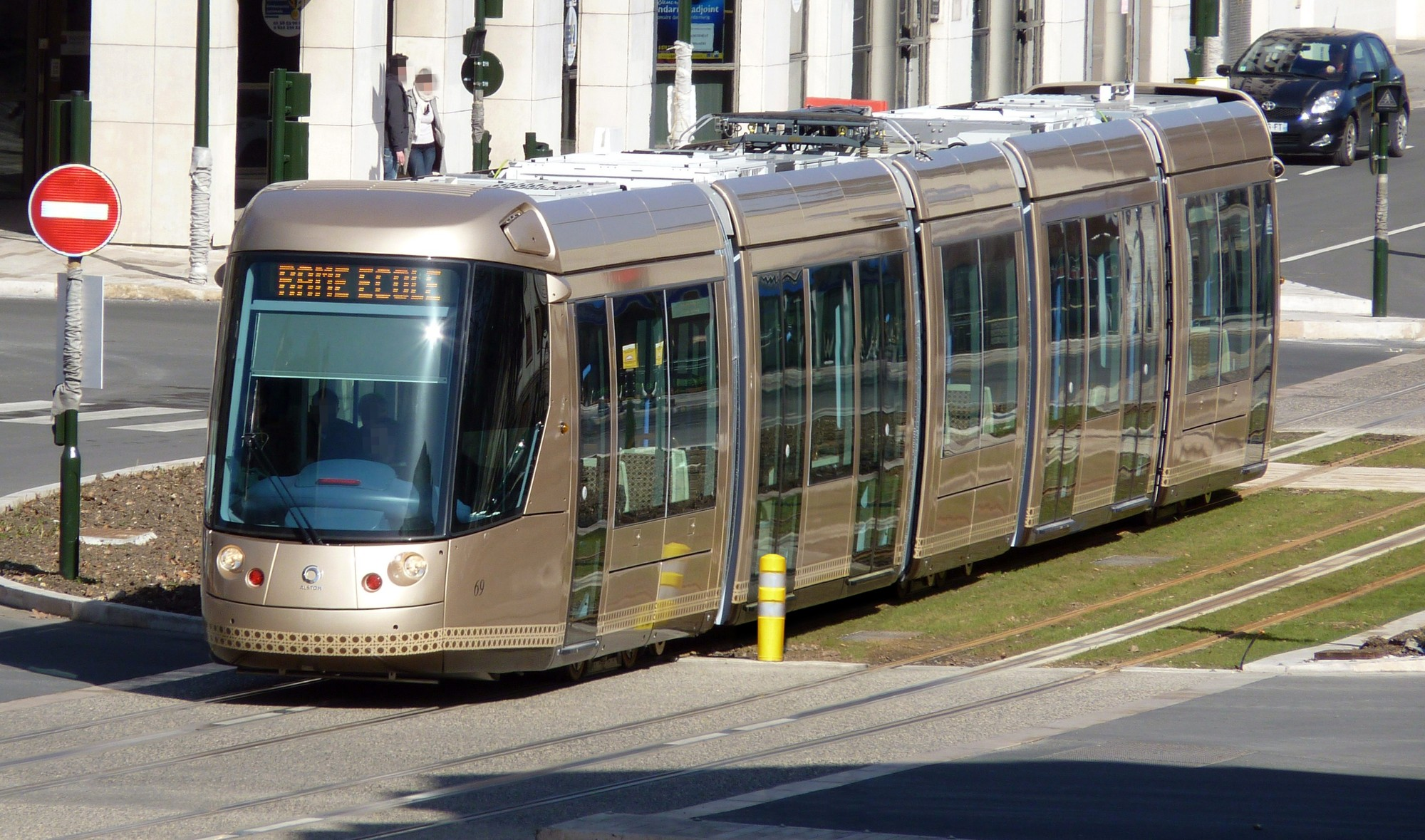
Трамвай Citadis 302 з опущеним пантографом
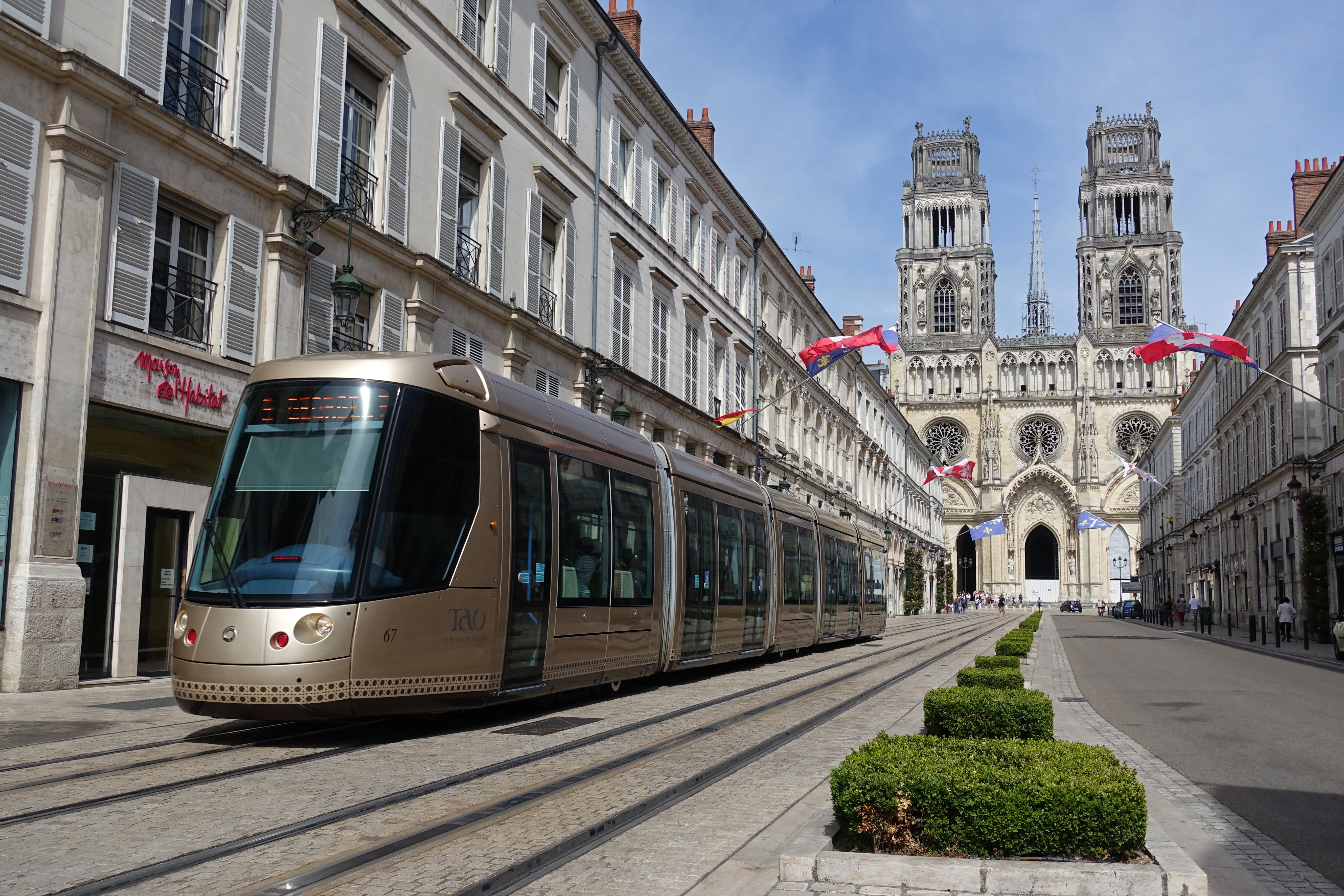
Трамвай на дільниці без контактної мережі